# Selección de hockey con pelota de Gran Bretaña
La selección de hockey con pelota de Gran Bretaña es el equipo de hockey con pelota de Gran Bretaña y miembro de la International Street and Ball Hockey Federation (ISBHF).

## Participaciones

### Copa Mundial
| Año  | Pos. |
| ---- | ---- |
| 2005 | 7°   |
| 2007 | 8°   |
| 2009 | 15°  |
| 2011 | 14°  |
| 2013 | 16°  |
| 2015 | 15°  |